# Mikenasgambiet
Het Mikenasgambiet is in de opening van een schaakpartij een variant in de Aljechin verdediging. Het gambiet is geanalyseerd door de schaker Vladas Mikenas. De beginzetten van deze variant zijn 1.e4 Pf6 2.e5 Pd5 3.c4 Pb6 4.c5 Pd5 5.Lc4 e6 6.Pc3 d6 7.Pd5 Eco-code B 02.